# طوم بوردوم
طوم بوردوم (بالإنجليزية: Tom Purdom)‏ (19 أبريل 1936، نيو هيفن في الولايات المتحدة)؛ كاتب، صحفي وروائي أمريكي.